# Panicum discrepans
Panicum discrepans är en gräsart som beskrevs av Johann es Christoph Christian Döll. Panicum discrepans ingår i släktet vipphirser, och familjen gräs. Inga underarter finns listade i Catalogue of Life.